# Brauerei Henri Funck
Die Bierbrauerei (Brasserie) Henri Funck ist eine ehemalige Brauerei. Sie wurde 1864 im Luxemburger Ortsteil Neudorf gegründet und war seinerzeit die größte im Großherzogtum Luxemburg.  Sie war über mehrere Generationen in  Familienbesitz, bis sie 1982 durch die „Brasseries Réunies“ aufgekauft und die Produktion 1983 eingestellt wurde.

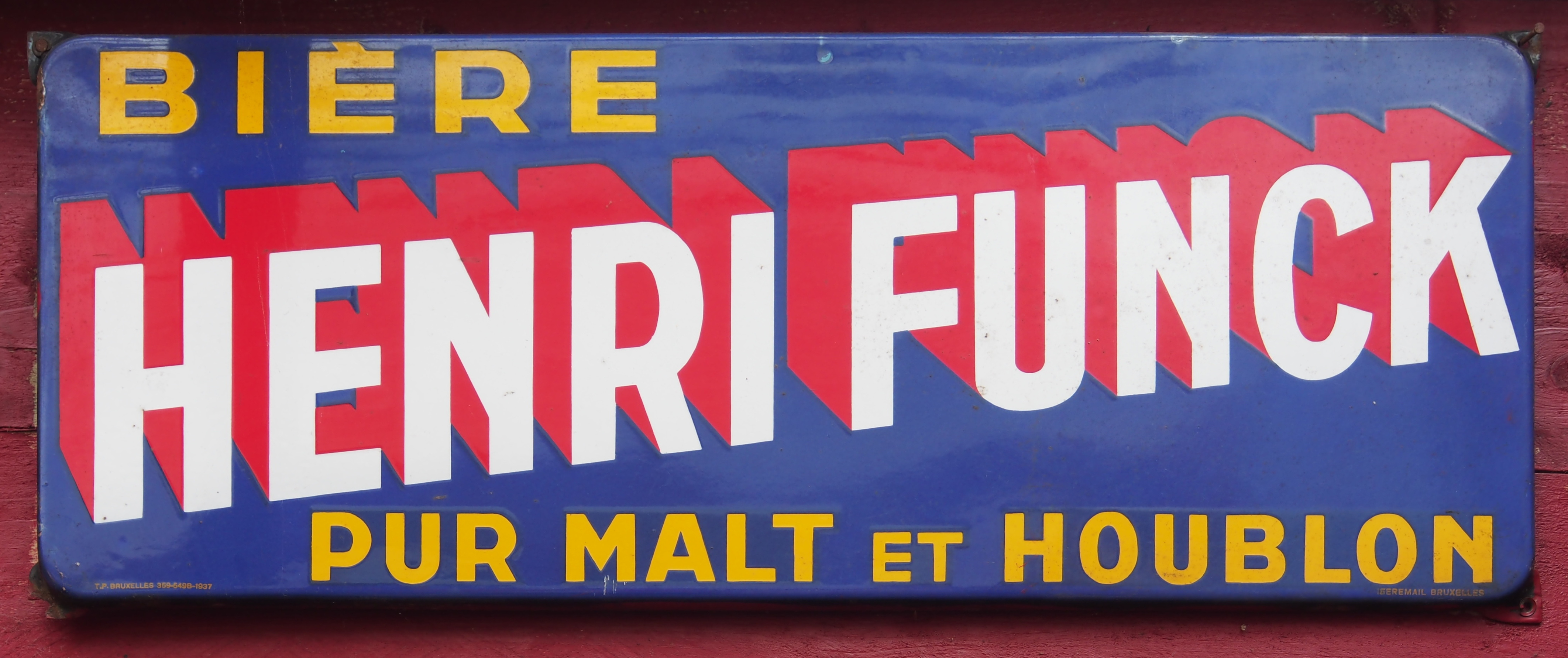
Bière Henri Funck

## Geschichte

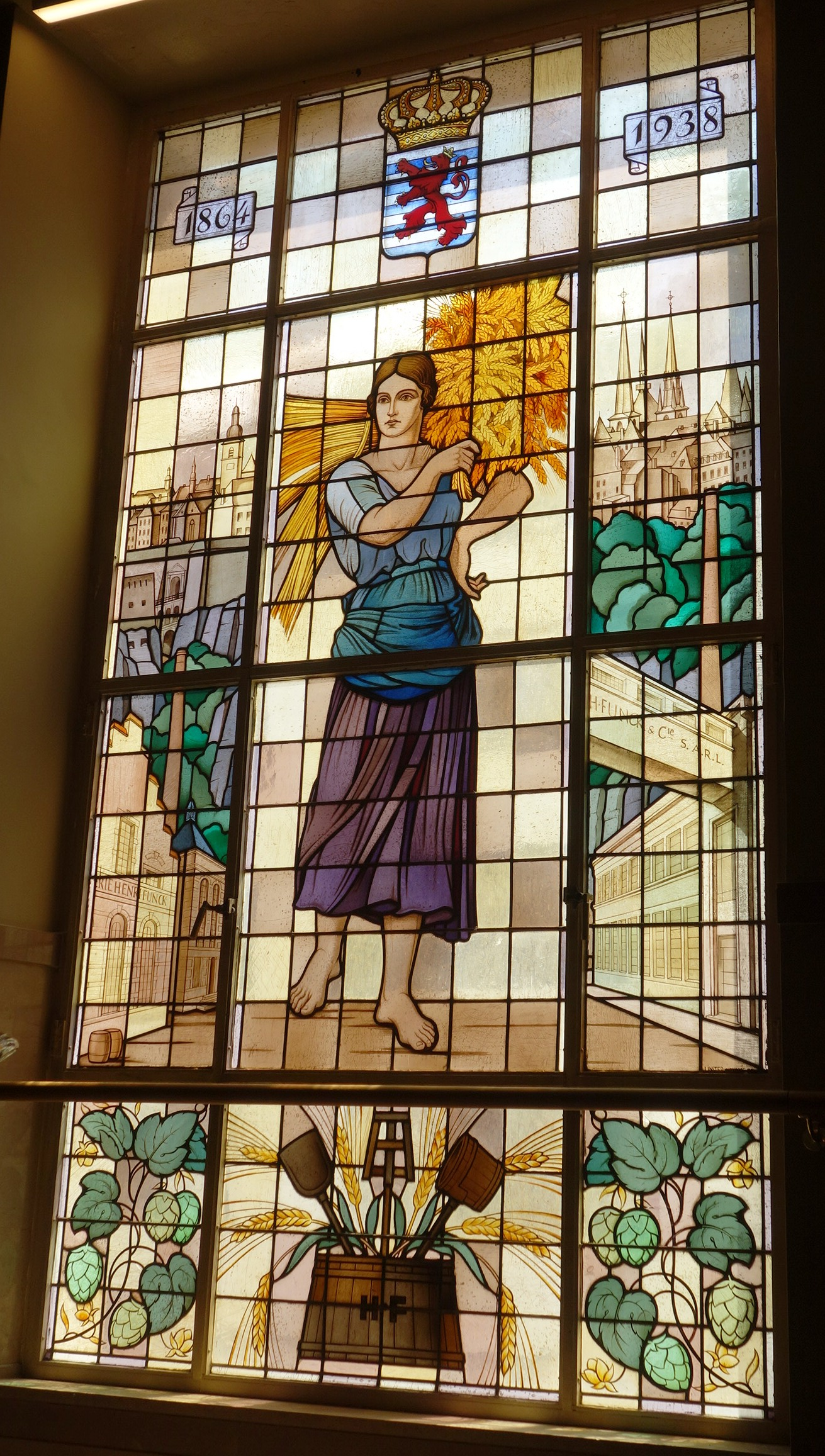
Fenster im Verwaltungsgebäude der Brauerei Henri Funck 1938

Gründer der Brauerei war Henri Funck-Schamburger (1836–1904), ein Enkel von Heinrich Funck (1775–1873), Stammvater einer ganzen Dynastie von Bierbrauern in der Stadt Luxemburg: Neben Henri Funck in Neudorf waren es Funck-Bricher im Stadtgrund, Funck-Erdmer in Clausen, Mousel-Funck ebenfalls in Clausen, Funck-Nouveau in Pfaffenthal und Funck-Schaumburger, auch in Neudorf. Der Standort Neudorf war für die Gründung einer Brauerei besonders geeignet durch das Vorkommen von gutem Quellwasser, das produzierte Bier konnte in Felsenhöhlen gelagert werden, die als Eiskeller dienten.
Von Anfang an bemühte sich das Unternehmen um eine moderne technische Ausstattung. Als erste Brauerei in Luxemburg konnte 1894 ein Kühlaggregat der Fa. Carl Linde in Betrieb genommen werden, 1896 wurde eine Dampfmaschine der Maschinenfabrik Augsburg AG installiert. Innovativ war die Brauerei auch in ihrer Produktentwicklung. Als erstes Unternehmen in Luxemburg führte Funck die untergärige Pilsener Brauart ein. Mit dieser haltbaren Biervariante und der Ausnutzung des entstehenden Eisenbahnnetzes konnte die Brauerei ihren Absatz in Luxemburg steigern und erreichte im Gründungsjahr bereits einen Marktanteil mit 27 %.
Nach dem Tod des Gründers wurden am 1. Januar 1905 die Söhne Henri und Pierre Funck als Kommanditisten einer „Société en commandite simple“ mit einem Stammkapital von 1.500.000 Franc in das Handelsregister eingetragen. Nach dem Tod von Pierre Funck 1915 im Alter von nur 30 Jahren wurde Henri Funck-Reding als alleiniger Direktor der Firma eingetragen. Eine Werbeanzeige von 1922 weist die Brauerei als Hoflieferant des Großherzogs, Fournisseur de la court Grand-Ducale, aus. Bei den Weltausstellungen in Gent 1913, Brüssel 1935 und in Paris wurden die Produkte der „Brasserie Henri Funck Cie, Neudorf“ mit der Goldmedaille und dem „Diplome d’Honneur“ ausgezeichnet.
1931 erwarb Henri Funck, der auch Vereinsvorsitzender des Fußballvereins Rapid Neudorf war, ein Grundstück an der Rue de Grünwald, auf dem ein Sportstadion errichtet wurde, das bis heute seinen Namen trägt. Am 12. Mai 1934 übernahmen drei Enkel des Gründers das Unternehmen: Leon Alesch, Fritz Funck und Henri Funck-Metzler. 1936 wurde am Stammsitz in Neudorf ein neues Verwaltungsgebäude errichtet, gegenüber ein Gebäude zur Stromversorgung, die mit einer MAN-Dampfmaschine ausgestattet wird.
Während des Zweiten Weltkrieges und der deutschen Besatzung Luxemburgs wehen Hakenkreuzfahnen an der Brauerei, die während dieser Zeit unter dem Namen „Heinrich Funck“ firmiert Gegen die deutsche Besatzung demonstrierten am 1. September 1942 70 von 110 Arbeitern

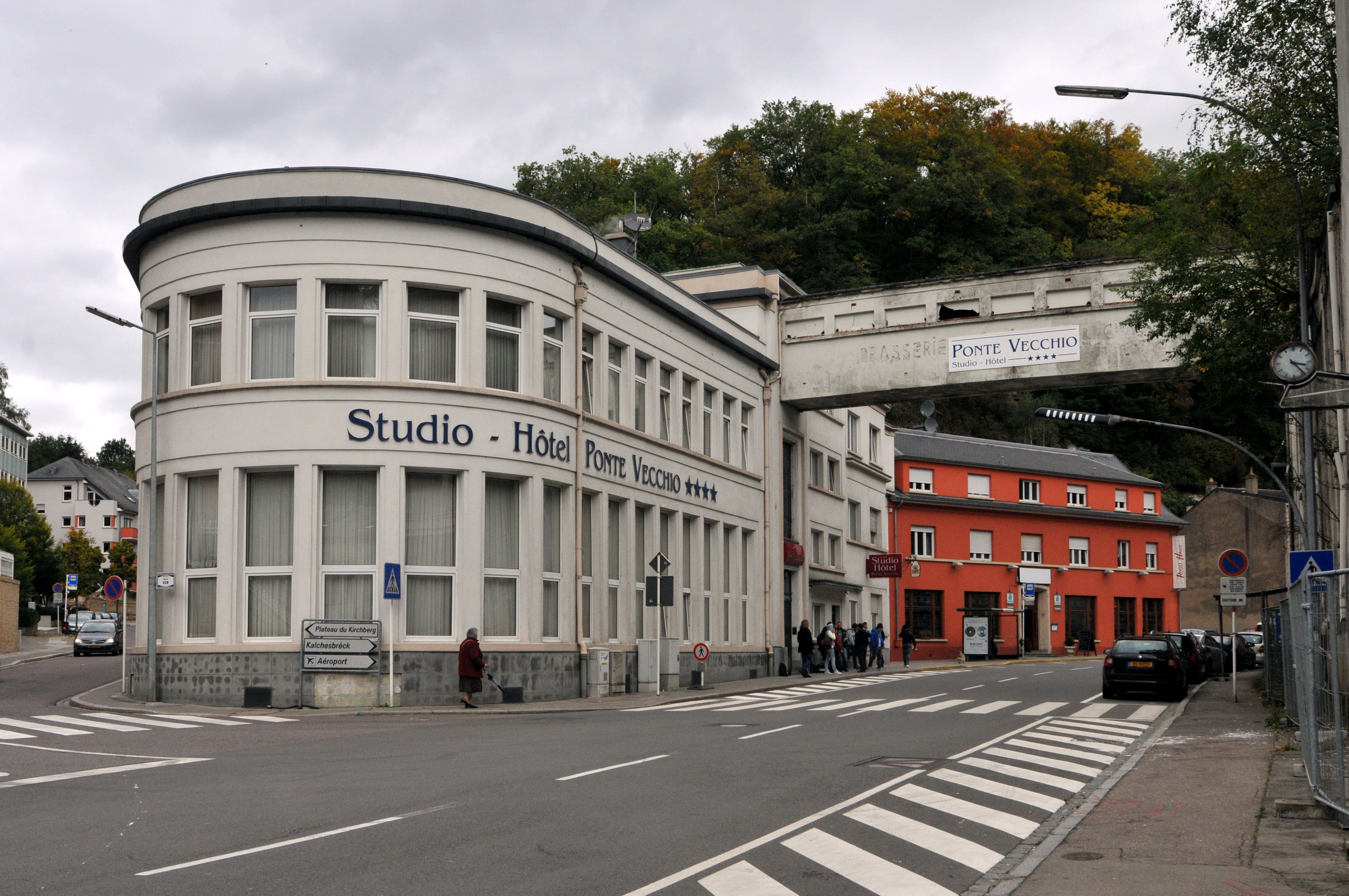
Hotel Ponte Vecchio im ehemaligen Verwaltungsgebäude der Brauerei, mit Passerelle; Rue de Neudorf, um 2012

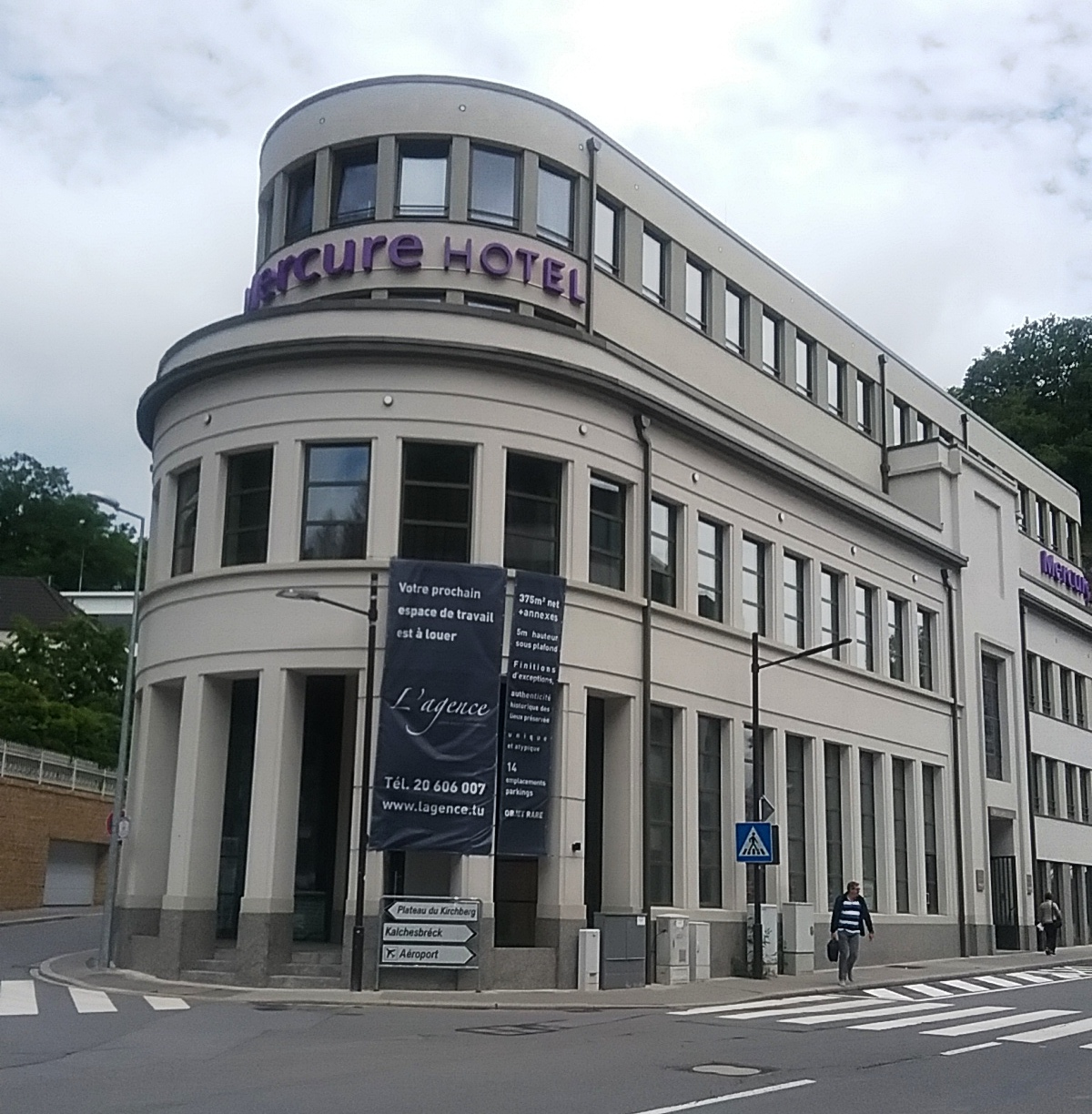
Mercure-Hotel im ehemaligen Verwaltungsgebäude der Brauerei Henri Funck 2021

Nach dem Krieg wurde 1950 eine Flaschenabfüllanlage in Betrieb in Betrieb genommen. 1967 entstand eine neue Brauanlage der Fa. Sudhaus Weigelwerk A.G., Essen mit einer Ausschlagmenge von 220 hl. Am 4. Oktober 1956 wurde durch die Brauerei Henri Funck die Firma Minolux SA (Sinalco) für die Herstellung von Erfrischungsgetränken und Cola gegründet. Am 30. September 1982 wurde die Brauerei Henri Funck durch die „Brasseries Réunies de Luxembourg“ aufgekauft und Ende 1983 die Produktion eingestellt. Die verbliebenen 91 Mitarbeiter verloren ihren Arbeitsplatz. In das Verwaltungsgebäude zog ein Hotelbetrieb ein. Das Hotelgebäude wurde später aufgestockt und durch die Mercure-Hotelgruppe übernommen. Im Dezember 2012 wurde die charakteristische Passerelle über der Rue de Neuendorf abgerissen, am 25. April 2013 begann der Abriss der Industriegebäude. Unter der Projektbezeichnung: „Les Brasseries de Neudorf“ wurde auf dem Gelände südlich der Rue Neudorf ein Neubau mit 88 Wohnungen, vier Geschäftsflächen und acht Gewerbeeinheiten errichtet. In den Neubau, geplant durch das Architektenbüro Steinmetzdemeyer, wurden Elemente der ehemaligen Brauerei integriert.

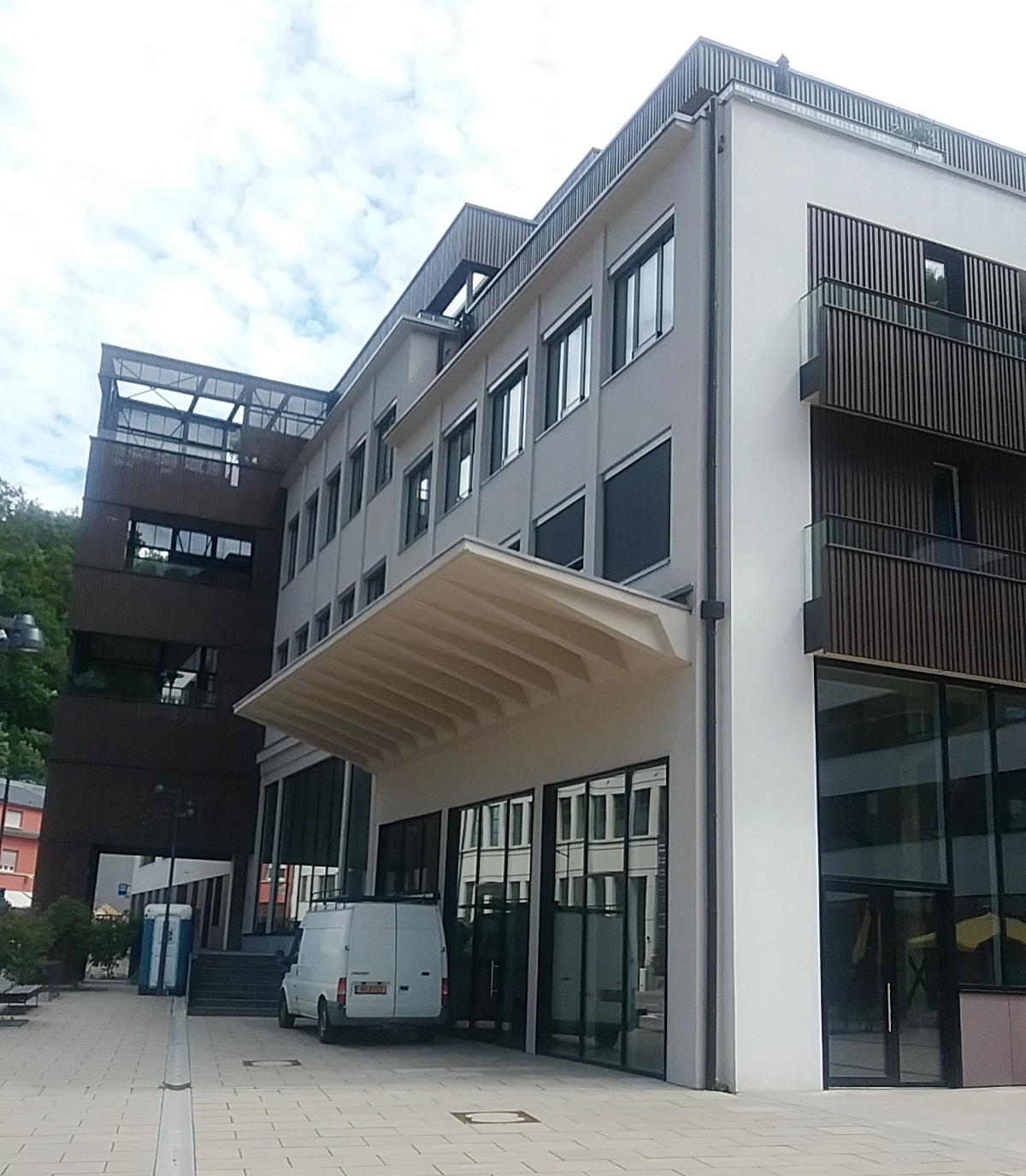
Neubau auf dem Gelände der ehemaligen Brauerei Henri Funck, Luxemburg

Der Produktname „Henri Funck“ wurde von der Brasserie de Luxembourg Mousel-Diekirch SA / Diekirch übernommen.

## Ehrungen
- Bei den Weltausstellungen in Gent 1913, Brüssel 1935 und in Paris wurden die Produkte der „Brasserie Henri Funck et Cie, Neudorf“ mit der Goldmedaille und dem „Diplome d’Honneur“ ausgezeichnet.
- Ein Sportstadion an der Rue de Grünberg trägt den Namen „Stade Henri Funck“.
- An ihn erinnert auch die Rue Henri Funck im Ortsteil Mamer in Capellen.[10]